# Lee Adams
Lee Richard Adams (14 de agosto de 1924) es un letrista estadounidense mejor conocido por su colaboración en teatro musical con Charles Strouse.

## Biografía
Nacido en Mansfield, Ohio, es hijo del Dr. Leopold Adams, originario de Stamford, Connecticut, y Florence Ellis (originalmente Elishack) Adams, originaria de Racine, Wisconsin. Su familia es judía. Se graduó de Mansfield Senior High School. Recibió su licenciatura en Artes de la Universidad Estatal de Ohio y una maestría de la Universidad de Columbia. Mientras asistía a la Universidad Estatal de Ohio, era hermano del capítulo Nu de la fraternidad Zeta Beta Tau. Trabajó como periodista para periódicos y revistas. Conoció a Charles Strouse en 1949 e inicialmente escribieron para revistas de verano.
Ganó premios Tony en 1961 por Bye Bye Birdie, el primer musical de Broadway que escribió con Strouse, y en 1970 por Applause y fue nominado a un premio Tony en 1965 por Golden Boy. Además, escribió la letra de All American, It's a Bird... Es un avión... es superman, Bring Back Birdie y A Broadway Musical, y el libro y la letra de Ain't Broadway Grand. Además, Strouse y Adams coescribieron "Those Were the Days", el tema de apertura de la comedia televisiva All in the Family. Adams fue incluido en el Salón de la Fama de los Compositores en 1989.
Adams y su esposa, la Dra. Kelly Wood Adams, viven en Briarcliff Manor, Nueva York desde 2007. Tiene dos hijas y tres nietos.

## Escritura no musical
Además de su trabajo con letras, Adams "tuvo una fascinación por las palabras durante toda su vida", lo que lo llevó a ser editor del suplemento de la revista dominical This Week y miembro del personal de la revista Pageant.

## Obra
- A Pound in Your Pocket (1958)
- Bye Bye Birdie (1960)
- All American (1962)
- Golden Boy (1964)
- It's a Bird...It's a Plane...It's Superman (1966)
- Applause (1970)
- I and Albert (1972)
- Bring Back Birdie (1980)
- A Broadway Musical (1982)
- Ain't Broadway Grand! (1993)